# Skara domkyrkodistrikt
Skara domkyrkodistrikt är ett distrikt i Skara kommun och Västra Götalands län. 
Distriktet ligger i och omkring Skara. 

## Tidigare administrativ tillhörighet
Distriktet inrättades 2016 och utgörs av området som före 1971 utgjorde Skara stad och vari Skara socken införlivades 1934.
Området motsvarar den omfattning Skara domkyrkoförsamling hade 1999/2000 och fick 1934 när stads och landsförsamlingen gick samman.